# Клобутицкая
Клобутицкая, Клабутицкая — река в России, протекает по Лужскому району Ленинградской области. Впадает в озеро Малое Клобутицкое, соединённое рекой Некость с озером Большое Клобутицкое, из которого, в свою очередь, берёт начало река Пагуба. Длина реки составляет 10 км.
На реке находятся деревня Новоселье, посёлок Серебрянский и деревня Серебрянка Серебрянского сельского поселения.

## Данные водного реестра
По данным государственного водного реестра России относится к Балтийскому бассейновому округу, водохозяйственный участок реки — Нарва. Относится к речному бассейну реки Нарва (российская часть бассейна).
Код объекта в государственном водном реестре — 01030000412102000026857.

## Топографическая карта
- Лист карты O-35-60 Заплюсье. Масштаб: 1 : 100 000. Состояние местности на 1977 год. Издание 1980 г.